# Operació Sokoa
L'Operació Sokoa fou l'operació més important duta a terme per la policia espanyola en territori d'Iparralde per a desmantellar l'aparell logístic d'ETA el 5 de novembre de 1986.

## L'operació
El 5 de novembre de 1986, la Policia va intervenir en una fàbrica de mobles de l'empresa Sokoa, a Hendaia (Lapurdi), un important arsenal d'armes del grup armat, gràcies a una venda de míssils SAM 7 que els havia fet l'agent Francisco Paesa el 3 de gener de 1986. Fou pensada com una operació més contra ETA, però la troballa de diversos documents sobre la «comptabilitat» del grup va oferir al Ministeri de l'Interior d'Espanya les primeres pistes sobre el seu espès entramat financer.
Van trobar molta documentació en la qual es recollien fitxes de prop d'un miler d'empresaris que eren sotmesos al pagament de l'impost revolucionari, i que havien pagat a l'organització armada en sis anys més de 1.160 milions de pessetes. També es van trobar un míssil terra-aire, armes, documents d'identitat falsificats i informes de seguiment a diversos objectius de l'organització.

## Conseqüències
La documentació trobada va permetre establir el funcionament estructural de la banda, al capdavant de la qual es trobava un comitè de direcció amb els responsables de quatre aparells: l'internacional, el militar, el logístic i el de tresoreria, al capdavant del qual estava Eugenio Etxebeste Antxon. El 12 de març de 1988 també en fou detingut el dirigent històric i fundador d'ETA, Julen de Madariaga. L'operació suposà un cop duríssim amb àmplies ramificacions en forma de batudes a França i Espanya que va deixar trontollant ETA,

## ETA després de Sokoa
La resposta d'ETA a l'operació fou un canvi d'estratègia: passaren a l'ús sistemàtic del cotxe-bomba en els atemptats, que es concentrarien a partir de llavors a Barcelona i, sobretot, a Madrid. Així el 21 de juny de 1987 es realitzarà el major atemptat d'ETA, als magatzems Hipercor de Barcelona, seguits d'anys més tard a les cases caserna de la guàrdia civil de Saragossa i de Vic.